# 异叶帚菊
异叶帚菊（学名：Pertya berberidoides）为菊科帚菊属的植物，为中国的特有植物。分布在中国大陆的西藏、云南等地，生长于海拔1,900米至3,000米的地区，目前尚未由人工引种栽培。